# بوينغ سي-135 ستراتوليفتر
بوينغ سي-135 ستارتوليفتر  (بالإنجليزية: Boeing C-135 Stratolifter)‏ هي طائرة نقل عسكري أنتجت في 1954 بالولايات المتحدة. من صناعة بوينغ. تستخدم بشكل أساسي من قبل القوات الجوية للولايات المتحدة . كان أول طيران لها في 17 أغسطس 1956 . ومازالت في الخدمة حتى الآن. صنع منها 803 طائرة.